# Чжао Цанби
Чжа́о Цанби́ (кит. упр. 赵 苍 壁, пиньинь Zhào Cāngbì, 1916—1993) — государственный деятель Китая, министр общественной безопасности КНР в 1977—1983.

## Биография
Родился в уезде Цинцзянь провинции Шэньси, вступил в КПК в 1935 году.
После  создания КНР работал в органах внутренних дел, служил заместителем начальника Юго-Западного Бюро общественной безопасности, секретарем комитета КПК провинции Сычуань, заместителем Бюро общественной безопасности провинции Сычуань.  Во время культурной революции был снят со всех постов и подвергнут тюремному  заключению. В 1970-х  реабилитирован и восстановлен на службе, с 1977 по 1983 годы - министр общественной безопасности КНР.
Член ЦК КПК 11-го созыва (с 1977 по 1982 годы).